# 皇家山
皇家山（法語：Mont Royal）是加拿大蒙特利尔的一座山丘，位于市中心北侧，蒙特利尔市也是因这座山而得名。是蒙特利尔的著名热门景点。
皇家山的最高峰海拔233米。山上开辟为皇家山公园，1876年開幕，是蒙特利尔最大的公园之一。其设计者是设计纽约中央公园的奥姆斯特德。
山顶有著名的皇家山十字架，第一個十字架在1643年豎立，現在的一個在1924年豎立，高約31米，2009年裝上LED燈。山上有两个大型墓地：天主教的雪地圣母公墓和非教派的皇家山公墓（主要埋葬新教徒）。

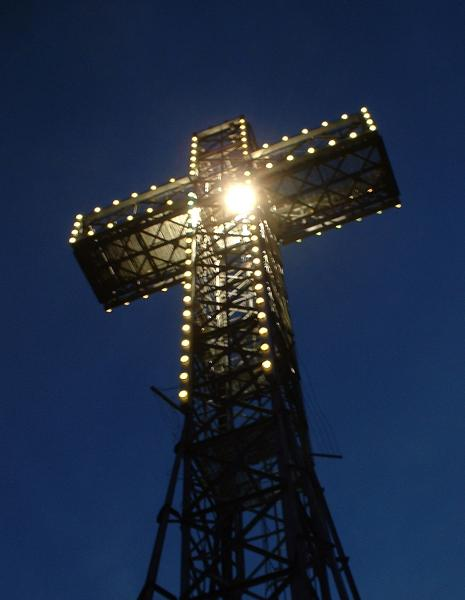
皇家山十字架

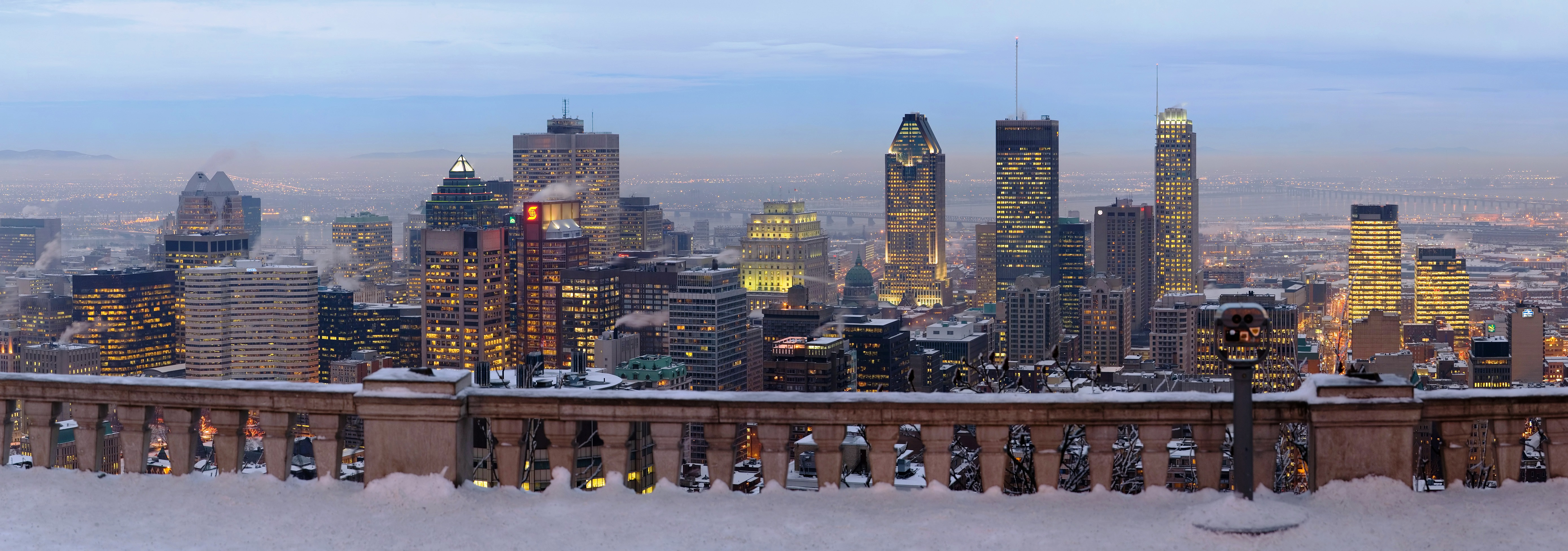
从皇家山俯瞰蒙特利尔市中心

在公园外的山坡上，有加拿大最大的教堂圣若瑟圣堂；麦吉尔大学及其两所教学医院和体育场；蒙特利尔大学，蒙特利尔工程学院和一些小康住宅区上诸如韦斯特蒙（Westmount）和乌特蒙（Outremont）。
公园每年夏天都有众多人前来徒步，骑车和露营，同时有免费烧烤架供人们使用。秋天公園則變成賞楓熱點。冬天公园则会变成滑冰场和滑雪场。位于山上的河狸湖（法語：Lac aux Castors）附近会有会馆和服务中心，里面会租借一些冬夏季运动器材。